# ريتشي وليامز
ريتشي وليامز (22 أغسطس 1987 بسان دييغو في الولايات المتحدة - ) (بالإنجليزية: Richie Williams)‏ هو لاعب كرة سلة أمريكي في مركز هجوم خلفي. لعب مع San Diego State Aztecs ‏.

## وصلات خارجية
- ريتشي وليامز على موقع كرة السلة الأوروبية.كوم (الإنجليزية)
- ريتشي وليامز على موقع كلية كرة السلة في سبورتس رفرنس.كوم (الإنجليزية)